# Kvalifikace na Mistrovství světa ve fotbale 2002 (UEFA) – skupina 3
Zápasy této kvalifikační skupiny na Mistrovství světa ve fotbale 2002 se konaly v letech 2000 a 2001. Ze šesti účastníků si postup na závěrečný turnaj vybojoval vítěz skupiny. Celek na druhém místě hrál baráž.

## Tabulka
| Tým           | Z  | V | R | P | GV | GI | +/- | B  |
| ------------- | -- | - | - | - | -- | -- | --- | -- |
| Dánsko        | 10 | 6 | 4 | 0 | 22 | 6  | 16  | 22 |
| Česko         | 10 | 6 | 2 | 2 | 20 | 8  | 12  | 20 |
| Bulharsko     | 10 | 5 | 2 | 3 | 14 | 15 | -1  | 17 |
| Island        | 10 | 4 | 1 | 5 | 14 | 20 | -6  | 13 |
| Severní Irsko | 10 | 3 | 2 | 5 | 11 | 12 | -1  | 11 |
| Malta         | 10 | 0 | 1 | 9 | 4  | 24 | -20 | 1  |

## Zápasy
| 2. září 2000                                       |          |                                                                     |                                     |
| Severní Irsko                                      | 1 – 0    | Malta                                                               | Windsor Park, Belfast diváci: 8 227 |
| James Magilton 45' David Healy 59' Philip Gray 72' | (Report) | Brian Said 33' David Carabott 39' Luke Dimech 48' Daniel Theuma 67' | Windsor Park, Belfast diváci: 8 227 |

| 2. září 2000                                                           |          | |                                           |
| Island                                                                 | 1 – 2    | Dánsko | Laugardalsvöllur, Reykjavík diváci: 7 017 |
| Eyjólfur Sverrisson 12' Tryggvi Guðmundsson 50' Brynjar Gunnarsson 74' | (Report) | Jon Dahl Tomasson 26' 54' Morten Bisgaard 49' Brian Steen Nielsen 63' Peter Schmeichel 80' Claus Jensen 90' | Laugardalsvöllur, Reykjavík diváci: 7 017 |

| 2. září 2000                                         |          |                                                                  |                                          |
| Bulharsko                                            | 0 – 1    | Česko                                                            | Gueorgui Asparouhov, Sofia diváci: 8 000 |
| Rosen Kirilov 16' Biser Ivanov 25' Georgi Markov 53' | (Report) | Roman Týce 32' Radek Bejbl 52' Karel Poborský 73' Karel Rada 88' | Gueorgui Asparouhov, Sofia diváci: 8 000 |

| 7. října 2000                                       |          |                                       |                                      |
| Severní Irsko                                       | 1 – 1    | Dánsko                                | Windsor Park, Belfast diváci: 11 823 |
| Stephen Lomas 28' David Healy 37' Gerry Taggart 82' | (Report) | Thomas Helveg 2' Dennis Rommedahl 60' | Windsor Park, Belfast diváci: 11 823 |

| 7. října 2000                           |          |                                                                 |                                      |
| Česko                                   | 4 – 0    | Island                                                          | Na Stínadlech, Teplice diváci: 9 843 |
| Jan Koller 17' 40' Pavel Nedvěd 44' 90' | (Report) | Helgi Kolviðsson 25' Eyjólfur Sverrisson 65' Auðun Helgason 68' | Na Stínadlech, Teplice diváci: 9 843 |

| 7. října 2000                                                                 |          |                                                                                        |                                          |
| Bulharsko                                                                     | 3 – 0    | Malta                                                                                  | Gueorgui Asparouhov, Sofia diváci: 3 000 |
| Georgi Ivanov 40' 65' Georgi Markov 72' Georgi Peev 81' Svetoslav Todorov 90' | (Report) | Darren Debono 9' David Carabott 16' Luke Dimech 34' Chucks Nwoko 46' Stefan Giglio 57' | Gueorgui Asparouhov, Sofia diváci: 3 000 |

| 11. října 2000                                                                                               |          |                                                      |                                               |
| Malta | 0 – 0    | Česko                                                | Stadium Nasional Ta'Qali, Ta'Qali diváci: 582 |
| Mario Muscat 33' Brian Said 38' Joe Brincat 45' Jeffrey Chetcuti 48' Michael Spiteri 64' David Camilleri 70' | (Report) | Tomáš Řepka 23', 53' Pavel Nedvěd 39' Karel Rada 79' | Stadium Nasional Ta'Qali, Ta'Qali diváci: 582 |

| 11. října 2000                                          |          |                                                                |                              |
| Dánsko                                                  | 1 – 1    | Bulharsko                                                      | Parken, Kodaň diváci: 39 847 |
| Jon Dahl Tomasson 54' Thomas Gravesen 70' Ebbe Sand 72' | (Report) | Marian Hristov 59' Radostin Kishishev 61' Dimitar Berbatov 83' | Parken, Kodaň diváci: 39 847 |

| 11. října 2000                                               |          |                                     |                                           |
| Island                                                       | 1 – 0    | Severní Irsko                       | Laugardalsvöllur, Reykjavík diváci: 6 780 |
| Auðun Helgason 16' Þórður Guðjónsson 88' Heiðar Helguson 88' | (Report) | Mark Williams 80' Stephen Lomas 89' | Laugardalsvöllur, Reykjavík diváci: 6 780 |

| 24. března 2001                    |          |                                                 |                                      |
| Severní Irsko                      | 0 – 1    | Česko                                           | Windsor Park, Belfast diváci: 10 368 |
| Michael Hughes 88' Neil Lennon 89' | (Report) | Pavel Nedvěd 11' Milan Fukal 18' Roman Týce 49' | Windsor Park, Belfast diváci: 10 368 |

| 24. března 2001                                                                                      |          |                                                                                         |                                       |
| Bulharsko                                                                                            | 2 – 1    | Island                                                                                  | Balgarska Armia, Sofia diváci: 14 500 |
| Milen Petkov 16' Krassimir Chomakov 36' Predrag Pažin 45' Dimitar Berbatov 79' Svetoslav Todorov 81' | (Report) | Hermann Hreiðarsson 25' Helgi Sigurðsson 41' Heiðar Helguson 45' Brynjar Gunnarsson 46' | Balgarska Armia, Sofia diváci: 14 500 |

| 24. března 2001    |          |                                                       |                                               |
| Malta              | 0 – 5    | Dánsko                                                | Stadium Nasional Ta'Qali, Ta'Qali diváci: 784 |
| David Carabott 40' | (Report) | Ebbe Sand 8' 63' 79' Jan Heintze 51' Claus Jensen 76' | Stadium Nasional Ta'Qali, Ta'Qali diváci: 784 |

| 28. března 2001 |          |                                                                                              |                                       |
| Bulharsko | 4 – 3    | Severní Irsko                                                                                | Balgarska Armia, Sofia diváci: 15 600 |
| Krassimir Balakov 7' (pen.) Martin Petrov 17' Dimitar Berbatov 32' Krassimir Chomakov 36' 72' Martin Petrov 77' 78' | (Report) | Mark Stuart Williams 15' 71' Keith Gillespie 76' Stuart Elliott 83' David Healy 90+1' (pen.) | Balgarska Armia, Sofia diváci: 15 600 |

| 28. března 2001                                                  |          |                                                         |                                      |
| Česko                                                            | 0 – 0    | Dánsko                                                  | Generali Arena, Praha diváci: 16 354 |
| Radek Bejbl 23' Jan Koller 41' Tomáš Rosický 45' Milan Fukal 61' | (Report) | Jesper Grønkjær 15' Thomas Gravesen 62' Jan Heintze 65' | Generali Arena, Praha diváci: 16 354 |

| 25. dubna 2001                                           |          | |                                                 |
| Malta                                                    | 1 – 4    | Island | Stadium Nasional Ta'Qali, Ta'Qali diváci: 2 800 |
| Michael Mifsud 14' Carmel Busuttil 18' Darren Debono 65' | (Report) | Tryggvi Guðmundsson 42' Helgi Sigurðsson 45' Rúnar Kristinsson 56' Eiður Guðjohnsen 82' Þórður Guðjónsson 90' | Stadium Nasional Ta'Qali, Ta'Qali diváci: 2 800 |

| 2. června 2001                      |          |                                                      |                                     |
| Severní Irsko                       | 0 – 1    | Bulharsko                                            | Windsor Park, Belfast diváci: 7 609 |
| Neil Lennon 35' Keith Gillespie 90' | (Report) | Marian Hristov 6' Georgi Ivanov 54' Milen Petkov 74' | Windsor Park, Belfast diváci: 7 609 |

| 2. června 2001                                                    |          |                                       |                                           |
| Island                                                            | 3 – 0    | Malta                                 | Laugardalsvöllur, Reykjavík diváci: 3 554 |
| Tryggvi Guðmundsson 8' Ríkharður Daðason 39' Eiður Guðjohnsen 69' | (Report) | Stefan Giglio 27' Michael Spiteri 64' | Laugardalsvöllur, Reykjavík diváci: 3 554 |

| 2. června 2001                                      |          |                                                                    |                              |
| Dánsko                                              | 2 – 1    | Česko                                                              | Parken, Kodaň diváci: 41 669 |
| Ebbe Sand 6' Stig Tøfting 73' Jon Dahl Tomasson 84' | (Report) | Petr Johana 39' Roman Týce 41' Tomáš Galásek 77' Patrik Berger 86' | Parken, Kodaň diváci: 41 669 |

| 6. června 2001                     |          |                                                                                          |                                       |
| Česko                              | 3 – 1    | Severní Irsko                                                                            | Na Stínadlech, Teplice diváci: 14 050 |
| Pavel Kuka 40' 87' Milan Baros 90' | (Report) | Daniel Griffin 43' Philip Mulryne 45' Colin Murdock 68' Aaron Hughes 75' James Quinn 90' | Na Stínadlech, Teplice diváci: 14 050 |

| 6. června 2001                                                 |          |                                                                  |                                           |
| Island                                                         | 1 – 1    | Bulharsko                                                        | Laugardalsvöllur, Reykjavík diváci: 4 316 |
| Ríkharður Daðason 44' Heiðar Helguson 63' Arnar Grétarsson 90' | (Report) | Krassimir Balakov 73' Dimitar Berbatov 81' Svetoslav Todorov 84' | Laugardalsvöllur, Reykjavík diváci: 4 316 |

| 6. června 2001    |          |                                        |                              |
| Dánsko            | 2 – 1    | Malta                                  | Parken, Kodaň diváci: 38 499 |
| Ebbe Sand 43' 83' | (Report) | George Mallia 7' 51' Darren Debono 75' | Parken, Kodaň diváci: 38 499 |

| 1. září 2001                                                                                             |          |                                                                                         |                                           |
| Island                                                                                                   | 3 – 1    | Česko                                                                                   | Laugardalsvöllur, Reykjavík diváci: 6 011 |
| Jóhannes Karl Guðjónsson 29' Eyjólfur Sverrisson 45' 77' Andri Sigthorsson 62' 66' Pétur Marteinsson 70' | (Report) | Milan Baroš 14' Jan Koller 40' Pavel Nedvěd 65' Pavel Horváth 68' Marek Jankulovski 88' | Laugardalsvöllur, Reykjavík diváci: 6 011 |

| 1. září 2001                                 |          |                                                          |                              |
| Dánsko                                       | 1 – 1    | Severní Irsko                                            | Parken, Kodaň diváci: 41 500 |
| Dennis Rommedahl 3' 47' Martin Laursen 90+1' | (Report) | Colin Murdock 28' Keith Gillespie 42' Philip Mulryne 73' | Parken, Kodaň diváci: 41 500 |

| 1. září 2001          |          |                                                                       |                                               |
| Malta                 | 0 – 2    | Bulharsko                                                             | Stadium Nasional Ta'Qali, Ta'Qali diváci: 409 |
| Daniel Theuma 6', 75' | (Report) | Aleksandar Aleksandrov 27' Georgi Markov 39' Dimitar Berbatov 74' 80' | Stadium Nasional Ta'Qali, Ta'Qali diváci: 409 |

| 5. září 2001                                                                 |          |                                                                                  |                                      |
| Česko                                                                        | 3 – 2    | Malta                                                                            | Na Stínadlech, Teplice diváci: 9 280 |
| Marek Jankulovski 20' Vratislav Lokvenc 37' Jiří Jarošík 47' Milan Baroš 68' | (Report) | Michael Spiteri 2' Antoine Zahra 13' David Carabott 22' (pen.) Gilbert Agius 55' | Na Stínadlech, Teplice diváci: 9 280 |

| 5. září 2001     |          |                                                                   |                                       |
| Bulharsko        | 0 – 2    | Dánsko                                                            | Balgarska Armia, Sofia diváci: 20 000 |
| Milen Petkov 24' | (Report) | Jon Dahl Tomasson 47' 90+2' Ebbe Sand 56' Brian Steen Nielsen 90' | Balgarska Armia, Sofia diváci: 20 000 |

| 5. září 2001                                            |          |        |                                     |
| Severní Irsko                                           | 3 – 0    | Island | Windsor Park, Belfast diváci: 6 625 |
| David Healy 49' Michael Hughes 58' George Mccartney 61' | (Report) |        | Windsor Park, Belfast diváci: 6 625 |

| 6. října 2001        |          |                        |                                                 |
| Malta                | 0 – 1    | Severní Irsko          | Stadium Nasional Ta'Qali, Ta'Qali diváci: 1 778 |
| Jeffrey Chetcuti 89' | (Report) | David Healy 58' (pen.) | Stadium Nasional Ta'Qali, Ta'Qali diváci: 1 778 |

| 6. října 2001                                                                       |          |                                       |                                      |
| Česko                                                                               | 6 – 0    | Bulharsko                             | Generali Arena, Praha diváci: 15 020 |
| Tomáš Rosický 5' 39' 69' Pavel Nedvěd 16' 76' Milan Baroš 27' Vratislav Lokvenc 66' | (Report) | Predrag Pažin 28' Stiliyan Petrov 30' | Generali Arena, Praha diváci: 15 020 |

| 6. října 2001                                                                     |          |                      |                              |
| Dánsko                                                                            | 6 – 0    | Island               | Parken, Kodaň diváci: 41 769 |
| Dennis Rommedahl 12' Ebbe Sand 14' 66' Thomas Gravesen 31' 35' Jan Michaelsen 90' | (Report) | Lárus Sigurðsson 57' | Parken, Kodaň diváci: 41 769 |